# Protección civil frente a un accidente nuclear
La protección civil frente a un accidente nuclear consiste en las medidas a adoptar para minimizar los efectos a la población de un accidente nuclear. Para poder desarrollar una adecuada protección de la población se ha de contar con planes de emergencia en los que se planifiquen los pasos a seguir según las circunstancias del accidente.

## Clasificación de las situaciones de emergencia
La clasificación de situaciones de emergencia ha de cubrir el espectro completo de posibles accidentes, caracterizando cada clase en grupos mutuamente excluyentes y sin ambigüedades.

### Clasificación en la práctica española
La clasificación de situaciones de emergencia recomendada por el Consejo de Seguridad Nuclear es la siguiente:
- Suceso anormal notificable.
- Alerta en situación de emergencia.
- Emergencia en el emplazamiento.
- Emergencia en el exterior del emplazamiento (emergencia general).

## Organización para gestionar la situación de emergencia
Para hacer frente a la situación de emergencia el titular deberá contar con un grupo en el emplazamiento, que ha de encargarse de las medidas a tomar in situ, una organización de apoyo para reforzar y apoyar al grupo del emplazamiento en caso necesario. Asimismo, es necesario que estos grupos se coordinen con los organismos oficiales encargados de la gestión de la situación de emergencia.